# Ла-Армунья (комарка)
Ла-Армунья (исп. La Armuña)  — район (комарка) в Испании, входит в провинцию Саламанка в составе автономного сообщества Кастилия и Леон.

## Муниципалитеты
- Альдеаленгва
- Альдеануэва-де-Фигероа
- Арседиано
- Вильяверде-де-Гуаренья
- Вальвердон
- Вальдунсьель
- Вильямайор
- Вильярес-де-ла-Рейна
- Гомесельо
- Кабрерисос
- Кальсада-де-Вальдунсьель
- Кастельянос-де-Морискос
- Кабесабельоса-де-ла-Кальсада
- Кастельянос-де-Вильикера
- Ла-Вельес
- Ла-Орбада
- Монтеррубио-де-Армунья
- Морискос
- Негрилья-де-Паленсия
- Пахарес-де-ла-Лагуна
- Паленсия-де-Негрилья
- Парада-де-Рубиалес
- Педросильо-эль-Рало
- Питьегва
- Сан-Кристобаль-де-ла-Куэста
- Тардагила
- Топас
- Торресменудас
- Форфоледа
- Эль-Педросо-де-ла-Армунья
- Эспино-де-ла-Орбада